# レオ8世 (ローマ教皇)
レオ8世（レオ8せい、Leo Ⅷ、? - 965年3月1日）は、ローマ教皇（在位：963年 - 965年）。在位のうち963年から964年の間は対立教皇とする場合もある。
ローマの名門貴族出身。教皇就任前はプロトセリヌス（protoserinus、書記学校の監督者）という役職に就いていた。神聖ローマ皇帝オットー1世が召集した963年12月のローマでの教会会議において、教皇ヨハネス12世の廃位が決定されるとともに教皇位に選出される。
しかしこの就任に際して、俗人から教皇座に就くまでの幾つもの叙階の儀式を急いで2日間で行ったため、ローマ市民など多くの人々から不満に思われていた。964年2月にオットー1世がローマから去ると、レオ8世は不満分子を恐れてローマから逃避し、代わって前任のヨハネス12世がローマに戻った。その後すぐにヨハネス12世が急死し、ローマの大衆は後任にベネディクトゥス5世を選出した。
ローマに戻ったオットー1世は街を包囲。その意に従ってベネディクトゥス5世は助祭に降格させられ、そしてレオ8世は自らの手でベネディクトゥス5世からパリウムを剥がし取った（964年6月）。これ以降レオ8世への抵抗はなかったとされ、よってこの時点から死亡する965年の3月頃までの期間をレオ8世が真の教皇であった期間と考えるのが妥当である。
レオ8世の復位を決めた教会会議において、オットー1世とその後継者たちにイタリア統治者としての叙任権をレオ8世が与えたという通説に対して、現在、それを示す文書の正当性には疑問があると言われている。
一説には、レオ8世は腹上死したとも伝えられる。